# Content Management Interoperability Services
Content Management Interoperability Services (CMIS) is een open ict-standaard op het gebied van het beheer van ongestructureerde informatie in een organisatie (Enterprise Content Management). CMIS is vrijgegeven door de ict-bedrijven Oracle, IBM, Microsoft, OpenText, SAP en Alfresco. CMIS wordt wel de SQL voor Enterprise Content Management genoemd. Dankzij CMIS kunnen verschillende digitale bergplaatsen en archieven (Eng. repositories) van verschillende leveranciers door een enkele applicatie benaderd worden. 
CMIS wordt beheerd door OASIS, een consortium dat internetstandaarden ontwikkelt en beheert.